# Комариха (станция)
Комариха — железнодорожная станция 5 класса Волховстроевского отделения Октябрьской железной дороги на участке Подборовье — Кошта (Северной ж.д.), в населённом пункте Комариха, расположенном в Кадуйском районе Вологодской области.

## География
Соседние станции (ТР4): 046004 Суда и 046108 Кадуй.
Расстояние до узловых станций (в километрах): Подборовье — 145, Кошта — 25.

## История
Осенью 1901 года на территории волости начались строительные работы на участке Званка (ныне Волховстрой) — Череповец Петербурго-Вологодской ж. д..
Станция открыта в 1915 году.
В 1999 году участок Бабаево — Кошта вместе со станцией Комариха был электрифицирован (переменное напряжение 25 КВ). Официальное открытие движения по электрифицированному участку состоялось 1 августа 1999 года.

## Коммерческие операции
Посадка и высадка пассажиров на (из) поезда пригородного и местного сообщения. Приём и выдача багажа не производятся.